# Малий Сетний
Малий Сетний (рос.: Малый Сетной) — острів у північно-західній частині Каспійського моря в дельті Волги. Адміністративно розташований в Камизяцькому районі Астраханської області Росії.
На північ розташовано острів Сьомий, на захід — о. Нижній та Лихачов, на схід — Морський Сетний та Великий Сетний.